# 화완포
화완포(火浣布)는 《열자》에 나오는 불에 타지 않는 섬유이다. 불쥐의 가죽을 벗겨 만든다고 한다.
오늘날에는 그 정체가 석면이 아닌가 하는 추측이 있다.

## 같이 보기
- 열자